# Nazik al-Abid
Nazik al-Abid, född 1887, död 1959, var en syrisk feminist, nationalist och självständighetsaktivist, känd som "Arabernas Jeanne d'Arc". Hon var känd för sitt engagemang för Syriens frigörelse från Frankrike. Hon var även som en pionjär inom den syriska kvinnorörelsen, då hon verkade för kvinnors rätt att utbilda sig, yrkesarbeta, rösta och vägra bära slöja i Syrien. 
Hon grundade Red Star Society, en föregångare till Röda halvmånen, under Slaget vid Maysalun 1920. Hon bildade 1919 kvinnoföreningen och tidningen Nur al-Fayha och 1933 föreningen Niqâbat al-Mar'a al-'Amila för kvinnors rätt att arbeta. 